# Озіяш Тон
Авраам Озіяш Тон (пол. Ozjasz Thon, також Єгошуа Тон; 13 лютого 1870, Львів — 11 листопада 1936, Краків, Польща) — рабин, ранній сіоніст та лідер єврейської громади в Польщі.

## Життєпис
Тон народився 13 лютого 1870 року у Львові. Він вивчав філософію та соціологію під керівництвом Георга Зіммеля. Будучи студентом, він допомагав Теодору Герцлю в ідеологічній підготовці до Першого сіоністського конгресу.
Тон помер 11 листопада 1936 року в Кракові та похований на Новому єврейському цвинтарі Кракова.

## Рабинська кар'єра
У 1897 році Озіяша Тона було призначено на посаду рабина Кракова, яку він обіймав до самої смерті. Він був рабином синагоги Темпель, що представляла більш релігійно-ліберальну частину єврейської громади. Він просував сіоністську програму, незважаючи на загальні асиміляційні тенденції, поширені в єврейській громаді того часу, і був прихильником школи єврейської ідентичності Ахад га-Ама.

## Літературна кар'єра
У 1897 році опублікував новаторське філософське дослідження сіонізму «нім. Zur geschichtsphilosophischen Begründung des Zionismus». Тон писав літературні та наукові академічні праці, публіцистичні есе, а також працю 1910 року про філософські та соціологічні методи Герберта Спенсера.

## Політична кар'єра
У 1906 році Тон безуспішно балотувався від Єврейської національної партії в Коломиї, Східній Галичині, на виборах до австрійського парламенту. Він продовжив свою політичну діяльність і розширив її після Першої світової війни. Представляв Західногалицьку єврейську національну раду на Версальській мирній конференції. У 1919 році Тона було обрано до першого Сейму, і він працював у польському парламенті до 1931 року, де його ораторське мистецтво знаходило відгук навіть серед антисемітськи налаштованих депутатів.